# Strada della Vita

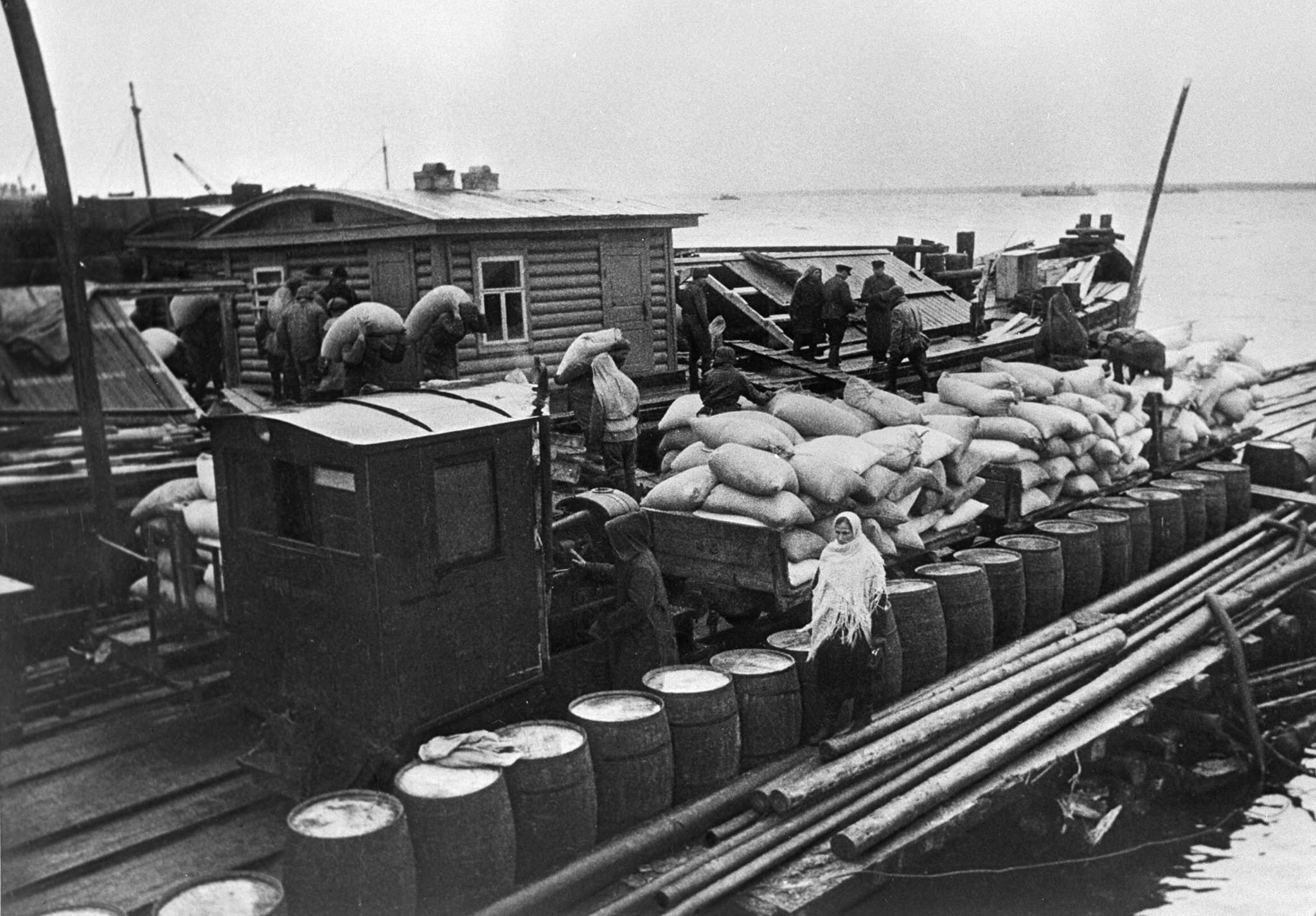
Cibarie che saranno consegnate all'assediata Leningrado

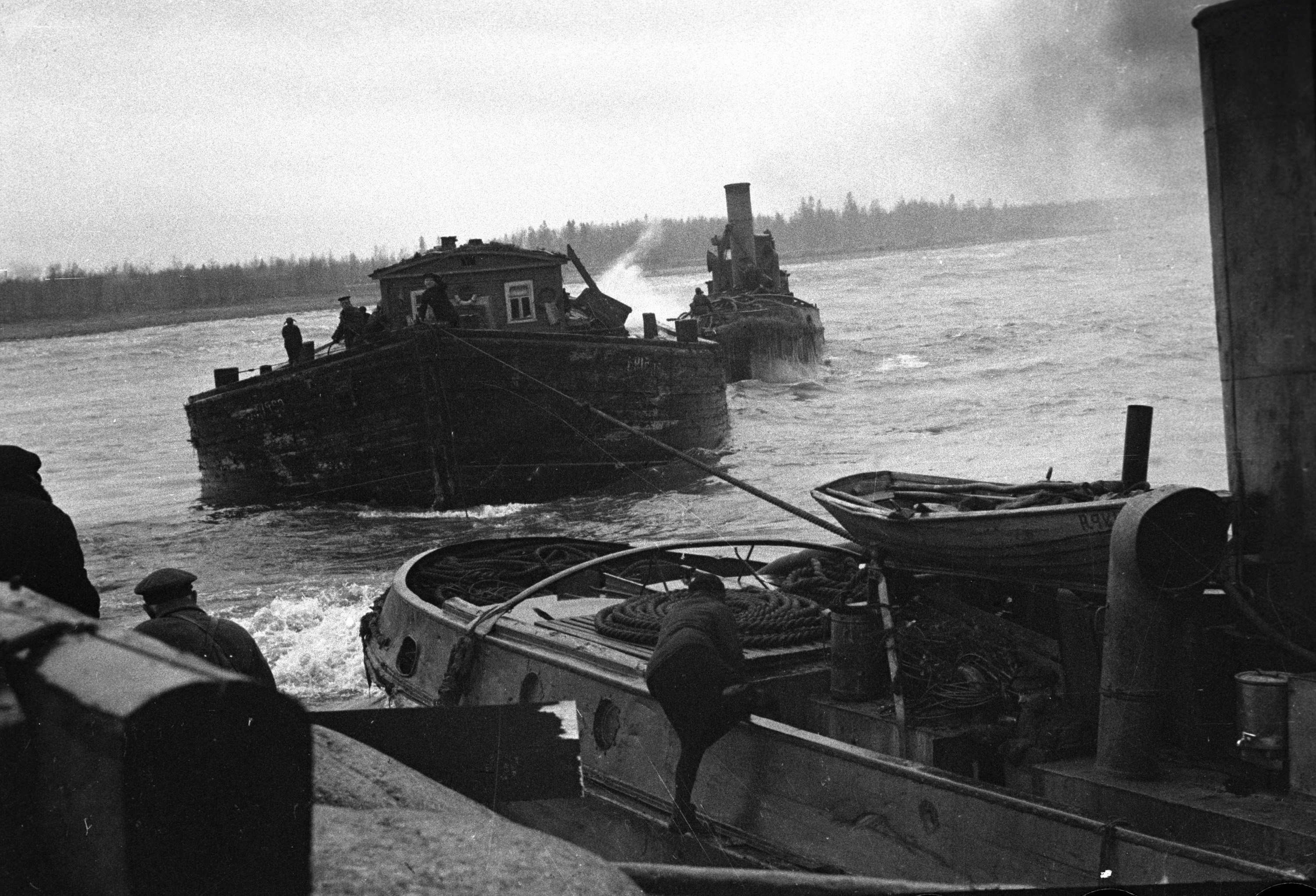
Altre cibarie che vengono trasportate da imbarcazioni sul lago Ladoga

La Strada della Vita (in russo Дорога жизни? e in finlandese Laatokan elämänlinja) era una strada ghiacciata che, durante la seconda guerra mondiale, metteva in comunicazione Leningrado, cinta d'assedio dalle truppe naziste e finlandesi che avevano invaso l'Unione Sovietica, con il lago Ladoga. Oltre ad essere utilizzata come via di rifornimento per la città di Leningrado, la Strada della Vita servì ad evacuare migliaia di persone dalla città assediata.

## Costruzione[1]
Misurando 219 chilometri in lunghezza e 138 in larghezza, il lago Ladoga è il più grande lago d'Europa. A causa della sua grandezza, molti erano convinti che la costruzione di una strada ghiacciata sarebbe stata impossibile. Sebbene i russi già avessero esperienza nel costruire strade di ghiaccio (una strada ferrata di ghiaccio fu costruita sul fiume Kola, vicino a Murmansk, durante la prima guerra mondiale, ed un'altra su una parte del lago Bajkal durante la costruzione della ferrovia Transiberiana), nessuno dei loro precedenti tentativi fu tanto complicato e tanto urgente come lo fu quello per la via di rifornimento del Ladoga. 
Durante l'inverno, i venti irregolari della regione sono in grado di alzare o abbassare il livello d'acqua del lago, fino ad un livello di quasi un metro, in poche ore. Fu rapidamente costituita una squadra di ingegneri per assicurare che i 48 chilometri della rotta di rifornimento fossero effettivamente percorribili. Uno scienziato di Leningrado elaborò una formula relativa alla formazione del ghiaccio sul lago: 
"A 5 °C sotto zero si formava una crosta di ghiaccio dello spessore di 10 cm in 64 ore, a 10 °C sotto zero 10 cm si formavano in 34 ore, a 15 °C sotto zero, perché si formassero 10 cm, ci volevano 23 ore. A 5 °C sotto zero 30 cm richiedevano 24 giorni, mentre con 15 °C sotto zero bastavano 8 giorni perché si formasse una crosta di ghiaccio spessa 30 centimetri".
Segnatamente: 10 cm potevano reggere un cavallo senza carico, 17 cm potevano reggere un cavallo che trainasse una slitta con una tonnellata di merce, 20 cm potevano reggere un autocarro carico di una tonnellata e 20 cm erano la soglia minima per permettere un trasporto massiccio di rifornimenti. Dalle statistiche risultava che la crosta di ghiaccio iniziava a formarsi raramente prima del 19 novembre e spesso prima di gennaio. Tuttavia, nel momento della sua formazione, la crosta riusciva a misurare fino a 1,5 m di spessore, valore adatto a qualsiasi scopo.
Una volta che la stabilità della strada fu confermata e testata, furono utilizzati spazzaneve ed intagliatrici per rendere il ghiaccio adatto al trasporto con autocarri. Nel febbraio 1942 grandi banchi di neve furono trasformati in pareti di ghiaccio, le quali avevano il compito di proteggere i convogli dai rigidi venti del lago. Ad ogni chilometro un vigile segnalava ai convogli di andare avanti, avvisando di eventuali ostacoli o incidenti più avanti. Nel momento in cui il ghiaccio si scioglieva in primavera, la strada di ghiaccio veniva rimpiazzata da un sistema di flottiglie che continuavano a rifornire Leningrado via mare. La via fu ricostruita due volte: nel 1942 e nel 1943.

## Volume di rifornimenti trasportati
La Strada della Vita fu utilizzata per trasportare i seguenti rifornimenti:
- novembre 1941: circa 1 500 tonnellate di cibo (principalmente farina);
- gennaio 1942: circa 52 000 tonnellate di rifornimenti vari (di cui circa 42 000 di cibo);
- febbraio 1942: circa 86 000 tonnellate di rifornimenti vari (di cui circa 67 000 di cibo);
- marzo 1942: circa 113 000 tonnellate di rifornimenti vari (di cui circa 87 000 di cibo);
- aprile 1942: circa 87 000 tonnellate di rifornimenti vari (di cui circa 57 000 di cibo).

In totale la strada dei ghiacci fu utilizzata per trasportare rifornimenti per oltre 360 000 tonnellate, principalmente razioni di cibo e foraggio, verso Leningrado. 
Nel primo inverno dell'assedio, la strada dei ghiacci fu attiva fino al 23 aprile 1942. Dal novembre 1941 all'aprile 1942, la Strada della Vita permise il trasporto di più di 350 000 tonnellate di merci verso Leningrado; di questo totale, più del 75% del carico era costituito da rifornimenti di cibo, usati per sfamare la popolazione della città che, lentamente, stava morendo di fame. Altri rifornimenti di vitale importanza includevano benzina, lubrificante per motori e munizioni (usate per rifornire le poche unità militari ancora presenti nella città assediata). 
Circa 32 000 tonnellate di forniture militari e più di 37 000 tonnellate tra carburante e lubrificante, destinate alle truppe al fronte ed alla flotta militare, furono trasportate attraverso la Strada della Vita. 
Il 23 aprile 1942, tre carri che trasportavano cipolle attraversarono la quasi disciolta strada dei ghiacci, consegnando gli ultimi rifornimenti attraverso la stessa per quell'anno.

## Dopo l'assedio
In estate, con l'inizio del periodo di navigazione, i rifornimenti raggiungevano Leningrado grazie alla flottiglia militare del Ladoga. Nel 1943 la Strada della Vittoria (una ferrovia che giaceva su uno stretto corridoio di terra compreso tra Leningrado e Volchov, conquistato durante l'operazione Iskra) prese il posto della Strada della Vita. Oggi il nome di Strada della Vita viene spesso associato all'autostrada Ryabovskoe, nella città di Vsevolozhsk.